# Александру Борбели
Александру Борбели II (27. новембар 1910 — 26. август 1987) био је румунски фудбалски играч средине терена и тренер. Његов брат Јулију Борбели такође је био фудбалер, заједно су играли у Јувентусу Букурешт, Белведер Букурешт и АСЦАМ Букурешт.

## Репрезентативна каријера
Алекандру Борбели је одиграо пет утакмица за Румунију, дебитујући у победи против Бугарске са 3:0. Борбели је одиграо две утакмице на Балканском купу 1929–31 и једну утакмицу на Централноевропском купу за аматере 1931–1934, оба турнира је освојила Румунија. Био је део румунског састава на Светском првенству 1930. године без играња.

## Трофеји
- Балкански куп: 1929–31[2][4]
- Централноевропски међународни куп: 1931–34[5]